# بن کشکه
بن کشکه، روستایی در دهستان معمولان بخش مرکزی شهرستان معمولان در استان لرستان ایران است.

## جمعیت
بر پایه سرشماری عمومی نفوس و مسکن در سال ۱۳۹۵، جمعیت این روستا برابر با ۲۴۷ نفر (۷۶ خانوار) بوده‌است.